# Atherigona libra
Atherigona libra este o specie de muște din genul Atherigona, familia Muscidae, descrisă de Adrian C. Pont și Magpayo în anul 1995. Conform Catalogue of Life specia Atherigona libra nu are subspecii cunoscute.